# ا استیت آو ترنس

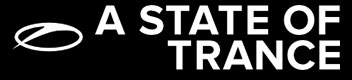
نشان ا استیت آو ترنس

اِ اِستیت آو ترنس (به انگلیسی: A State Of Trance) (به اختصار ASOT)، عنوان رادیو شوی هفتگی با میزبانی آرمین ون بورن، دی‌جی و آهنگ‌ساز ترنس است.